# Salvador Coll i Bonancia
Salvador Coll i Bonancia (Santa Coloma de Farners, Selva, 5 de juliol de 1964) és un intèrpret de flabiol i compositor de sardanes. És nebot del compositor Mossèn Salvador Coll i Estrach, rector de Sant Genís de Palafolls i autor de la sardana "Flor Novella"
Ha tocat a la cobla La Flama de Farners (1985-2008), de la qual va ser director i a la cobla La Principal d'Olot (2014-2018). Actualment la seva producció compta amb 16 sardanes. Va cursar els estudis de flabiol al Conservatori Superior Municipal de Música de Barcelona i al Conservatori Superior de Música del Liceu. També va cursar els estudis de solfeig, harmonia, contrapunt, fuga i composició, al Conservatori de Música Isaac Albéniz de Girona. Va ser un dels fundadors de l'Escola de Música de Santa Coloma de Farners, i durant anys va ser el director del cor de caramelles del poble. També ha concedit entrevistes, com ara la de la revista Som.